# آنجلو ندرکا
آنجلو ندرکا (انگلیسی: Angelo Ndrecka؛ زادهٔ ۲۴ سپتامبر ۲۰۰۱) بازیکن فوتبال اهل آلبانی است.
از باشگاه‌هایی که در آن بازی کرده‌است می‌توان به باشگاه فوتبال کیه‌وو ورونا اشاره کرد.
وی همچنین در تیم‌های ملی فوتبال Albania national under-19 football team و زیر ۲۱ سال آلبانی بازی کرده‌است.